# Susan Kilrain
Susan Leigh Still Kilrain (Augusta, 24 ottobre 1961) è un'ex astronauta statunitense.
Ha partecipato alle missioni STS-83 e STS-94 dello Space Shuttle, in qualità di pilota.